# Rinata Sultanowa

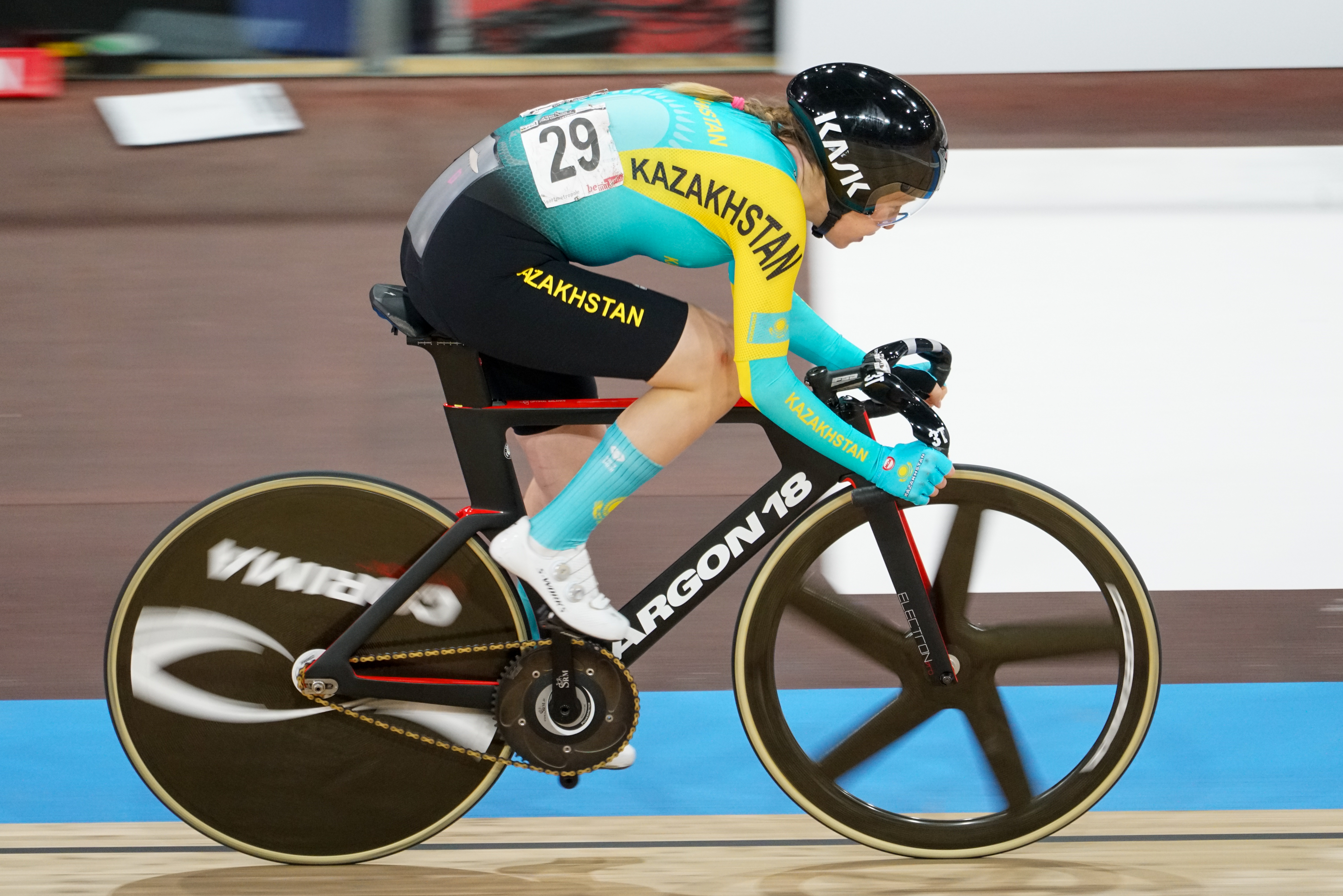
Sultanowa im Omnium bei der Bahn-WM 2020

Rinata Sultanowa (* 17. März 1998) ist eine kasachische Radrennfahrerin, die Rennen auf Bahn und Straße bestreitet.

## Sportlicher Werdegang
2016 wurde Rinata Sultanowa nationale Junioren-Meisterin im Einzelzeitfahren auf der Straße. 2017 hatte sie einen Vertrag beim Astana Women’s Team und errang bei den U23-Asienmeisterschaften Bronze im Straßenrennen. 2019 wurde sie in Omnium und Einerverfolgung zweifache kasachische Meisterin auf der Bahn. Im Dezember des Jahres startete sie beim Lauf des Bahnrad-Weltcups in Brisbane, wo sie Omnium schwer stürzte. 2020 belegte sie bei den Asienmeisterschaften im Scratch den zweiten Platz. Im selben Jahr startete Sultanowa bei den Bahn-Weltmeisterschaften in Berlin, belegte im Omnium Platz 20 und im Scratch Platz 18.
2021 wurde Sultanowa fünffache kasachische Meisterin auf der Bahn. Im Juni des Jahres wurde sie Zeitfahrmeisterin ihres Landes und Dritte im Straßenrennen. 2022 wurde sie nationale Straßenmeisterschaften. Bei den asiatischen Straßenmeisterschaften errang sie Gold im Einzelzeitfahren und Silber im Mannschaftszeitfahren.

## Erfolge

### Straße
2016
- Kasachische Junioren-Meisterin – Einzelzeitfahren

2017
- U23-Asienmeisterschaft – Straßenrennen

2021
- Kasachische Meisterin – Einzelzeitfahren

2022
- Asienmeisterin – Einzelzeitfahren
- Asienmeisterschaft – Mannschaftszeitfahren
- Kasachische Meisterin – Straßenrennen

2023
- Asienmeisterin – Mixed-Staffel
- Asienmeisterschaft – Einzelzeitfahren
- Asienspiele – Einzelzeitfahren

2024
- Asienmeisterin – Mixed-Staffel
- Asienmeisterschaft – Einzelzeitfahren
- Kasachische Meisterin – Straßenrennen, Einzelzeitfahren

2025
- Asienmeisterin – Mixed-Staffel

### Bahn
2019
- Kasachische Meisterin – Omnium, Einerverfolgung

2020
- Asienmeisterschaft – Scratch

2021
- Kasachische Meisterin – Omnium, Verfolgung, Punktefahren, Scratch, Zweier-Mannschaftsfahren (mit Tatiana Genelewa)

2022
- Asienmeisterschaft – Mannschaftsverfolgung (mit Marina Kuzmina, Svetlana Pachshenko, Anzhela Solovyeva und Faina Potapova)
- Asienmeisterschaft – Omnium
- Islamic Solidarity Games – Scratch, Einerverfolgung

2023
- Kasachische Meisterin – Punktefahren, Einerverfolgung